# ザクセン

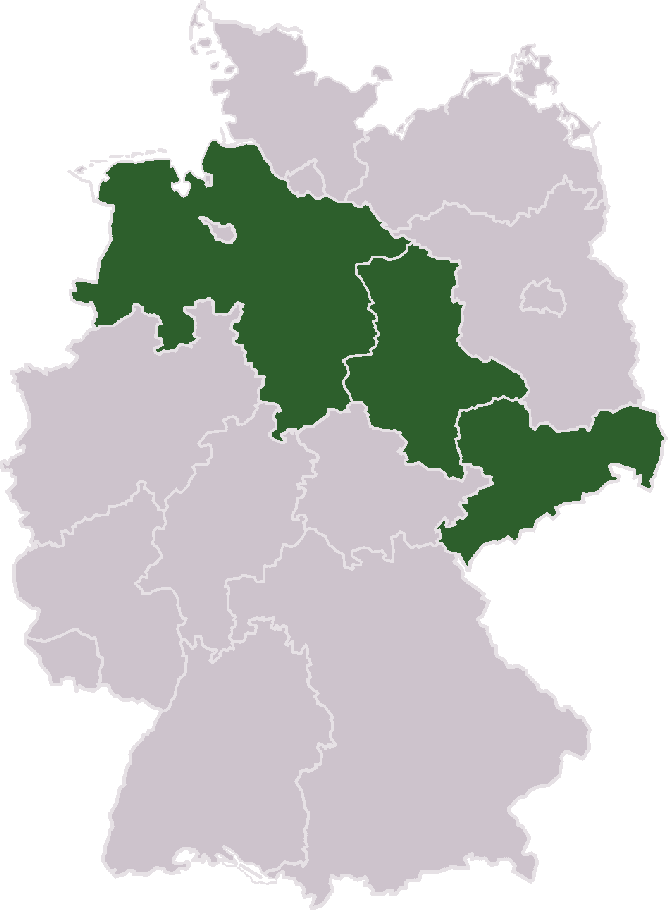
左上からニーダーザクセン州、ザクセン＝アンハルト州、ザクセン州。

ザクセンの旗。1815年にザクセン王国の旗となり、現在はザクセン州の旗である。

ザクセン（Sachsen, 低ザクセン語: Sassen, 低フランク語、蘭: Saksen、英: Saxony）は、ドイツの地域名。
現在は単にザクセンと言えばザクセン州を指すことが多い。しかし、州名にザクセンを含む州は他にザクセン＝アンハルト州、ニーダーザクセン州がある。ザクセンの範囲は歴史的に大きく変動しており、現在のザクセン＝アンハルト州やニーダーザクセン州、テューリンゲン州にまで及んだ時期もあった。

## ザクセンの変遷
古代、ユトランド半島南部のホルシュタインの辺りにザクセン人が住んでいた。5世紀、このザクセン人（サクソン人、英: Saxons）のうち一部が、ユトランド半島のジュート人・アングル人とともにイングランドへ上陸した。グレートブリテン島の彼らはひとつに溶け合いアングロ・サクソン人と呼ばれるようになる。一方、大陸に残ったザクセン人は、9世紀のフランク王国分割の頃までに、フランク王国の支配下に入ってザクセン部族公領（のちのザクセン公国）を作り上げた。これがザクセン（独: Sachsen、英: Saxony）の地名のルーツとなる。ザクセン部族公領は当初、現在のニーダーザクセン州の大部分からホルシュタインにかけてを領有していたが、東方植民の過程で領土を大きく広げ、現在のザクセン＝アンハルト州、ザクセン州にまでいたった。
1296年にザクセン公国は西のザクセン＝ラウエンブルクと東のザクセン＝ヴィッテンベルクに分裂した。おおよそ、前者はニーダーザクセン州、後者はザクセン＝アンハルト州とザクセン州に相当する。ザクセン＝ラウエンブルクは、さらにいくつかの小領邦に分裂し、拡大しつつあるプロイセン王国に吸収されたり衛星国になったりした。一方、ザクセン＝ヴィッテンベルクは繁栄した。これ以後、単にザクセンといえばザクセン＝ヴィッテンベルクを意味するようになり、ザクセン＝ラウエンブルクはニーダーザクセン（低地ザクセン）と呼ぶようになった。
1806年、ナポレオンにより、（ザクセン＝ヴィッテンベルクの）ザクセン公国は、ライン同盟の一員のザクセン王国となった。
フランス帝国崩壊後、1815年のウィーン会議により、ザクセン王国の北半分はプロイセン王国に割譲され、ザクセン県（Provinz Sachsen、provinzは州とも県とも訳すがのちのザクセン州と区別できるよう県とする）となった。おおよそ、ザクセン県はザクセン＝アンハルト州、ザクセン王国に残った領土はザクセン州に相当する。
1918年のドイツ革命後のヴァイマル共和政下では、ザクセン県はプロイセン自由州 のザクセン県、ザクセン王国はザクセン州となった。
1944年、ザクセン県はマクデブルク県とハレ＝メルゼブルク県に分割されたが、ソ連占領時代の1945年、両県と、かつてアンハルト公国だったアンハルト自由州などを統合し、ザクセン県が生まれ、その年の内にザクセン＝アンハルト県、1947年にザクセン＝アンハルト州と名前を変えた。一方イギリス占領地では、1946年にいくつかの小さな州や共和国を統合しニーダーザクセン州が生まれた。
東ドイツ時代の1952年には東ドイツでは州が廃止され、5州が14県に再編されたが、東西ドイツ統一直前の1990年、ほぼ（完全にではない）同じ領域の州が復活した。